# Romtanghin
Romtanghin est une ville du département de Zimtenga, dans la province de Bam, dans le Centre-nord, au Burkina Faso. En 2006, la ville comptait 1 129 habitants dont 53% de femmes.